# Запорожец, Капитон Денисович
Капито́н Дени́сович Запоро́жец (настоящая фамилия Кононов; 7 [19] марта 1882 (по другим источникам 1880), Москва — 1 марта 1940 (по другим источникам 1937), Париж) — оперный певец (бас-профундо).

## Биография
Родился в Москве 7 (19) марта 1882 года (по другим источникам в 1880 году). В юности работал кузнецом, обладал огромной физической силой.
Пению обучался в Москве у С. Лапинского и одновременно пел в «Русском хоре Ивановой» в ночном ресторане «Яр».
1908—1911 годы — Москва, Опера С. Зимина (дебютировал в сентябре 1908 в партии Марселя — «Гугеноты» Дж. Мейербера),
1911—1914 годы — солист московского Большого театра.
1909, 1911 и 1913 годы — «Русские сезоны» С. Дягилева в Париже, где выступал в партиях Пимена («Борис Годунов» М. Мусоргского), Кончака («Князь Игорь» А. Бородина), Ивана Хованского («Хованщина» М. Мусоргского) и Князя Афанасия Вяземского («Псковитянка» Н. Римского-Корсакова).
В мае — июне 1911 года гастролировал в Риме, Лондоне, Париже (с Н. Степановой-Шевченко); в 1913 году — по Европе и Америке.
1914 — начало 1920-х годов — в Опере С. Зимина.
Вел концертную работу, стал первым исполнителем романса Василенко «Новолуние» (20 января 1909).
Записывался на грампластинки в Москве («Граммофон» — 1905; «Метрополь» (Корона, РАОГ) — 1912; «Одеон» — 1912) и Петербурге («Сирена» — 1910; «Пате» (Pathé) — 1911 и 1912); некоторые архивные записи певца хранятся в ГЦММК им. М. И. Глинки и ГЦТМ им. А. А. Бахрушина.
В самом начале 1920-х годов уехал в эмиграцию.
1920—1930-е годы — в эмиграции пел в составе оперной труппы А. А. Церетели, вместе с которой перешёл в антрепризу «Русская опера в Париже» (антреприза М. Кузнецовой-Бенуа, Альфреда Массне и А. А. Церетели).
Гастролировал: в Болгарии (1921 вместе с Е. Воронец-Монтвид), в Вене (1922), в Барселоне (1922, 3 декабря 1927 года — опера «Борис Годунов» совместно с другими певцами-эмигрантами Федором Шаляпиным, Марией Давыдовой, Еленой Садовень, Константином Кайдановым), Монте-Карло (1925), Берлине и Лейпциге (1928), Лондоне и Кишинёве (1930-е гг.).
Пел п/у А. Коутса, Э. А. Купера, Е. Е. Плотникова, Д. И. Похитонова, Н. Черепнина.
Пружанский А. М. о певце: «Обладал сильным, звучным, ровным голосом красивого тембра и яркими актерскими данными».
Умер 1 марта 1940 года (по другим источникам в 1937 году) в Париже. Похоронен на кладбище Сент-Женевьев-де-Буа.

## Оперные партии
- 1909 год — «Золотой петушок» Н. Римского-Корсакова — Полкан (первый исполнитель; Опера Зимина)
- 1909 год — «Нюрнбергские мейстерзингеры» Р. Вагнера — Погнер
- «Юдифь» А. Серова — Озия
- 25 мая (7 июня) 1909 года — «Юдифь» А. Серова, концертное исполнение, п/у Э. А. Купера — Асфанез (впервые в Париже)
- 1909 год — «Князь Игорь» А. Бородина — Кончак (впервые в Париже);
- «Измена» М. Ипполитова-Иванова — Глах (первый исполнитель)
- 1910 год — «Ромео и Джульетта» Ш. Гуно
- 1912 год — «Хованщина» М. Мусоргского — Иван Хованский (впервые в Большом театре; в 1913 выступал в этой партии во Франции, и французская критика высоко оценили вокальное и артистическое мастерство певца[3])
- 1913 год — «Псковитянка», 3-я ред. — Князь Афанасий Вяземский и Юшко Велебин (впервые в Лондоне).
- 1914 год — «Жидовка» Ж. Ф. Галеви — Кардинал де Броньи
- «Риголетто» Дж. Верди — Спарафучиле
- 1914 год — «Аскольдова могила» А. Верстовского — Неизвестный
- «Жизнь за царя» М. Глинки — Иван Сусанин
- «Борис Годунов» М. Мусоргского — Пимен
- «Майская ночь» Н. Римского-Корсакова — Голова
- «Снегурочка» Н. Римского-Корсакова — Дед-мороз
- «Садко» Н. Римского-Корсакова — Океан-море / Варяжский гость
- «Сказание о невидимом граде Китеже и деве Февронии» Н. Римского-Корсакова — Князь Юрий Всеволодович
- «Вражья сила» А. Серова — Илья
- 1916 год — «Вампука» В. Г. Эренберга — Страфокамилл V (впервые в Москве)
- 1916 год — «Сын Земли» А. Канкаровича — Голос рока и Маммон (первый исполнитель)
- «Хирургия» М. А. Остроглазова — Курятин
- «Норма» В. Беллини — Оровез

Партнёры: Н. В. Андреев, П. З. Андреев, Дж. Ансельми (в опере «Ромео и Джульетта» Ш. Гуно, 1910), Л. Балановская, А. В. Белянин, А. П. Боначич, М. И. Бриан, К. Брун, А. Герасименко, Е. Гремина, М. С. Давыдова, В. П. Дамаев, И. Дыгас, Е. И. Збруева, А. М. Лабинский, Ф. Мухтарова, А. В. Нежданова, Е. Николаева, Ф. В. Павловский, Е. Ф. Петренко, Г. С. Пирогов, Е. А. Подольская, Е. Садовень, С. Е. Трезвинский, А. М. Успенский, Н. Н. Фигнер (1909), П. П. Фигуров, Ф. И. Шаляпин.